# أوميد أوكري
أوميد أوكري (5 أكتوبر 1990 جامبيلا، إثيوبيا - ) هو لاعب كرة قدم إثيوبي، شارك في كأس الأمم الأفريقية 2013.

## روابط خارجية
- أوميد أوكري على موقع الاتحاد الدولي (مؤرشف)  (الإنجليزية)
- أوميد أوكري على موقع قاعدة بيانات كرة القدم.إي يو (الإنجليزية)
- أوميد أوكري على موقع ناشيونال فوتبول تيمز (الإنجليزية)